# Volo National Airlines 2511
Il volo National Airlines 2511 era un volo passeggeri nazionale degli Stati Uniti da New York a Miami, in Florida. Il 6 gennaio 1960, il Douglas DC-6 in servizio sul volo esplose a mezz'aria. L'aereo della National Airlines trasportava 5 membri d'equipaggio e 29 passeggeri, tutti periti. L'indagine del Civil Aeronautics Board concluse che l'aereo era stato abbattuto da una bomba fatta di dinamite. Non è mai stata presentata alcuna accusa penale, né è stata mai determinata la colpa dell'attentato, sebbene si sospetti un attentato suicida. L'indagine resta aperta.
Una delle vittime era il vice ammiraglio della Marina Americana in pensione Edward Orrick McDonnell, vincitore della Medal of Honor e veterano di entrambe le guerre mondiali.

## Cronologia del volo
La rotta New York-Miami della National Airlines veniva solitamente effettuata da un Boeing 707 come volo 601. Il 5 gennaio 1960, il 707 programmato per volare a Miami rimase a terra a causa di crepe scoperte nel parabrezza della cabina di pilotaggio. La procedura di sostituzione del parabrezza avrebbe richiesto otto ore, quindi la National Airlines trasferì i passeggeri del volo 601 su due aerei di linea che aveva in riserva.
I passeggeri furono imbarcati su questi due aerei sostitutivi in base all'ordine di arrivo. Settantasei passeggeri salirono a bordo di un Lockheed L-188 Electra. Questo aereo volò a Miami e arrivò sano e salvo.
I restanti 29 passeggeri salirono a bordo di un Douglas DC-6B, partito dall'aeroporto di Idlewild per Miami come volo 2511. Erano accompagnati da due hostess, il pilota Dale Southard (45), il copilota Richard L. Hentzel (31) e l'ingegnere di volo Robert R. Halleckson (34). Il DC-6 partì da New York alle 23:52 e l'arrivo a Miami era previsto alle 4:36 del 6 gennaio.
L'aereo, targato N8225H, è stato descritto come in buone condizioni. Aveva quattro motori Pratt e Whitney R-2800 CB-16 e aveva accumulato 24.836 ore di volo.
Il piano di volo del volo 2511 prevedeva che volasse verso sud da New York a Wilmington, nella Carolina del Nord, dove avrebbe proseguito verso sud sull'Oceano Atlantico. Avrebbe volato verso sud per 550 miglia (890 km) sopra l'oceano fino a Palm Beach, in Florida. L'equipaggio mantenne il contatto radio con i controllori radio della National Airlines e con il controllo del traffico aereo, segnalando nuvole e condizioni di volo strumentale. I piloti effettuarono il check-in all'aeroporto di Wilmington alle 2:07, e successivamente riferì di aver sorvolato il radiofaro di Carolina Beach alle 2:31. Questo fu l'ultimo contatto radio con l'aereo.

## Disastro e recupero dei resti
Dopo aver perso il contatto con il DC-6, la National Airlines, la Guardia Costiera degli Stati Uniti e la Marina degli Stati Uniti iniziarono un'intensa ricerca lungo la costa sud-orientale degli Stati Uniti, interrotta il giorno successivo quando la National Airlines ricevette la notizia che un aereo era caduto nella Carolina del Nord.
Verso le 2:45 un agricoltore, Richard Randolph, sentì il rumore di un motore che si accendeva e si spegneva, seguito da quello di metallo strappato e un'esplosione. Più tardi quella mattina, dopo che suo figlio adolescente McArthur Randolph trovò i rottami di un aereo in uno dei campi di suo padre, Richard Randolph andò a Bolivia, dove si trovava il telefono più vicino. Chiamò l'aeroporto di Wilmington per segnalare l'aereo abbattuto intorno alle 7:00. Quando gli agenti della polizia stradale risposero, li condusse sul luogo dell'incidente.
Corpi e rottami erano sparsi su un'area di 20 acri (8 ettari) che copriva campi agricoli, paludi e foreste di pini.
Durante il primo giorno di ricerca e salvataggio, gli investigatori localizzarono 32 corpi delle 34 persone a bordo. Uno dei cadaveri scomparsi fu successivamente ritrovato sul luogo principale dell'incidente. Il corpo rimanente è stato trovato a Snow's Marsh, a circa 16 miglia (26 km) dal sito principale.
I primi rapporti ipotizzavano che l'aereo si fosse disintegrato durante il volo. Un giornalista indicò che il pezzo di relitto più grande osservato era una parte dell'ala. Un frammento di alluminio, ritenuto essere un pezzo della fusoliera, è stato trovato a Kure Beach, a 40 km dal resto del relitto.

## Le indagini
Gli inviati del Civil Aeronautics Board (CAB), parte del Dipartimento dei Trasporti, furono i principali investigatori sullo schianto del volo 2511. I rottami del DC-6 furono portati in un hangar nel vicino aeroporto di Wilmington, dove la fusoliera venne rimontata su una struttura in legno e rete metallica. Gli investigatori recuperarono circa il 90% della fusoliera, che è stata poi assemblata sul telaio nell'hangar di Wilmington.
Gli investigatori individuarono il punto di origine della disintegrazione nell'area immediatamente davanti al bordo d'attacco dell'ala destra dell'aereo. Il materiale recuperato da Kure Beach, inclusa una parte del filetto dell'ala, proveniva da questa zona generale. Gli investigatori recuperarono del materiale da un'area irregolare, di forma triangolare, posizionata sopra il bordo d'attacco e che si estende in avanti davanti all'ala.
I corpi sono stati portati nella palestra della scuola superiore locale in attesa dell'autopsia e dell'identificazione da parte di una squadra di rilevamento delle impronte digitali del Federal Bureau of Investigation (FBI). Il coroner della contea di Brunswick ordinò l'autopsia dei passeggeri e dell'equipaggio per determinare la causa specifica della morte di ciascuno. Una delle vittime fu il vice ammiraglio della marina americana Edward Orrick McDonnell (in pensione), destinatario della medaglia d'onore e veterano di entrambe le guerre mondiali. Altre vittime includevano un vicepresidente della Banca Continentale di Cuba, un farmacista, uno studente dell'Università di Miami e un perito assicurativo. Tre delle vittime erano passeggeri in attesa e che presero il volo solo perché altri avevano cancellato la loro prenotazione.

### Julian Frank
L'unico corpo non trovato sul luogo principale dell'incidente era quello di Julian Frank, un avvocato di New York City. Il suo corpo fu recuperato a Snow's Marsh, situata sul lato ovest del fiume Cape Fear. Il corpo di Frank aveva subito lesioni significative, inclusa l'amputazione di entrambe le gambe, e alcuni detriti erano incastonati nel suo corpo. Le ferite di Frank erano significativamente diverse e molto più estese rispetto a quelle degli altri passeggeri. Inoltre, le lesioni di Frank non erano coerenti con il tipo di lesioni solitamente subite in un incidente aereo.
Frank è stato sottoposto ad autopsia due volte, la seconda volta per recuperare i detriti incastonati nel suo corpo. Il medico legale scoprì che le sue estremità inferiori erano state strappate via; il suo tessuto muscolare era ampiamente mutilato e lacerato; piccoli pezzi di filo metallico, ottone e articoli vari, compreso l'ornamento di un cappello, erano incastonati in vari arti; le dita della mano destra erano fratturate e le ossa scheggiate; e mancava la falange distale di ciascun dito della mano sinistra. Potevano essere osservate numerose macchie di aree annerite, simili a residui di colpi di arma da fuoco a distanza ravvicinata. Quattro ossa di dita umane furono scoperte tra i rottami nel luogo dell'incidente principale.
Al momento dell'incidente, Frank era stato accusato di aver organizzato una truffa di beneficenza ed era indagato dall'ufficio del procuratore distrettuale di Manhattan. È stato affermato che si era appropriato indebitamente fino a un milione di dollari (approssimativamente equivalenti a 8 milioni di dollari nel 2023) in una serie di truffe.

## Bomba a bordo
Lo schianto del volo National Airlines 2511 era avvenuto poco dopo lo schianto di un altro aereo della National Airlines. Il volo National Airlines 967 esplose nel Golfo del Messico il 16 novembre 1959. Si credeva che la causa dell'esplosione fosse una bomba nel bagaglio di uno dei passeggeri, Robert Vernon Spears, che arruolò un sostituto per salire sull'aereo al suo posto. Spears era fortemente assicurato e l'FBI indicò che il suo movente era la frode assicurativa. Allo stesso modo, Julian Frank era coperto da quasi 900.000 dollari (approssimativamente equivalenti a 7,1 milioni di dollari nel 2023) in polizze di assicurazione sulla vita, comprese alcune acquistate il giorno dell'incidente.
Il CAB inviò il materiale recuperato dal corpo di Frank ai laboratori dell'FBI per effettuare test e analisi approfonditi. L'analisi determinò che i numerosi frammenti di filo trovati incastonati nel corpo di Frank, nei sedili sul lato destro e nella moquette, erano fili di acciaio a basso tenore di carbonio, di 0,025 pollici (0,64 mm) di diametro. Una delle dita smembrate recuperate dai rottami era stata incastonata nel quadrante di una sveglia da viaggio. Un giubbotto di salvataggio di Kure Beach, trovato con parti di una borsa da volo incastonate al suo interno, è risultato positivo ai residui di nitrati. Si è scoperto che un residuo nero "incrostato" sulla mano destra di Frank era biossido di manganese, una sostanza presente nelle batterie a secco.
Oltre alle prove raccolte dal corpo di Frank, c'erano anche campioni di residui prelevati dalle prese d'aria e dall'attaccapanni situati sul lato destro dell'aereo, vicino al bordo d'attacco dell'ala. Questi campioni contenevano carbonato di sodio, nitrato di sodio e miscele di composti di sodio - zolfo.
Il CAB concluse che la gravità delle ferite di Frank e che le numerose particelle trovate nel suo corpo potevano essere attribuite solo alla sua vicinanza ad un'esplosione. Inoltre, i composti chimici rilevati nell'area attorno al punto di origine dell'esplosione erano coerenti con quelli generati da un'esplosione di dinamite. I campioni di biossido di manganese raccolti dai sedili vicino al punto focale e dal corpo di Frank indicavano che una batteria a secco era localizzata molto vicino all'esplosivo. Il CAB stabilì, in base allo schema dell'esplosione, che una carica di dinamite era stata posizionata sotto il posto vicino al finestrino della fila 7.
L'investigatore capo del CAB, Oscar Bakke, testimoniò in tal senso davanti alla sottocommissione dell'aviazione del Senato il 12 gennaio 1960. Lo stesso giorno, l'FBI si fece carico formalmente degli aspetti penali dell'indagine.

### Altre teorie
Una delle prime teorie prese in considerazione dagli investigatori era che il volo 2511 fosse stato coinvolto in una collisione con un altro aereo di linea, data la vicinanza del luogo dell'incidente all'aeroporto di Wilmington. Gli investigatori esaminarono il piano di volo e altri documenti per determinare se nella zona fossero presenti altri aerei. Non c'era traccia di altri aerei o di missili militari lanciati. Inoltre, i rottami del volo 2511 erano confinati in due luoghi generici, vale a dire la scena principale dell'incidente vicino a Bolivia e la scena secondaria a Kure Beach. Tutti i detriti furono considerati appartenenti al DC-6.
Un'altra teoria presentata da un esperto poco dopo l'incidente prevedeva che un incendio al motore avrebbe potuto essere il catalizzatore dell'incidente. Secondo questa teoria, uno dei due motori sull'ala destra potrebbe aver preso fuoco. Le schegge del motore potrebbero aver perforato la fusoliera, provocando una decompressione esplosiva.
In alternativa, Julian Frank, noto per avere una terribile paura di volare, potrebbe essere stato preso dal panico e aver colpito la finestra, indebolendola in modo tale da farla esplodere. Secondo questa teoria, i piloti e i passeggeri sarebbero stati consapevoli di un’emergenza a bordo, il che avrebbe permesso loro di iniziare i preparativi per un atterraggio di emergenza. Questa teoria era supportata dall'ampia virata a destra che l'aereo sembrava aver fatto prima di disintegrarsi e schiantarsi, così come dal fatto che alcuni passeggeri furono trovati con indosso dei giubbotti di salvataggio.
Sebbene le teorie della bomba e dell'incendio del motore fossero le più comunemente sostenute, durante le indagini furono avanzate anche altre teorie. Diversi giorni dopo l'esplosione, i piloti della National Airlines che erano membri della Airline Pilots Association inviarono un telegramma alla Federal Aviation Administration (FAA). Nel telegramma si affermava che i voli di routine eseguiti dai piloti causavano stress inutili all'aereo. Questi voli di prova, a cui i piloti si sottoponevano ogni sei mesi, richiedevano ai piloti di sottoporre i loro aerei a "manovre violente" che avrebbero potuto danneggiarlo.
Nel rapporto finale, il Civil Aeronautics Board indicò di aver studiato una serie di teorie alternative, tra cui:
- Cedimento per fatica del metallo della cabina con conseguente decompressione esplosiva
- Una pala dell'elica si guasta, colpendo e rompendo la cabina
- Un malfunzionamento del sistema di pressurizzazione della cabina che porta a un cedimento strutturale
- un oggetto estraneo che colpisce l'aereo e penetra nella cabina
- Un fulmine
- Esplosione di vapori di carburante
- Esplosione della bombola dell'ossigeno

Il CAB escluse ciascuna di queste teorie nel corso della sua indagine.

### Conclusioni
Il Civil Aeronautics Board concluse che il volo 2511 fu abbattuto da un'esplosione di dinamite nella cabina passeggeri. La carica esplosiva era localizzata "sotto il sedile all'estrema destra della fila di sedili n. 7". Il rapporto sottolineava anche che Julian Frank era vicino all'esplosione, sebbene non gli attribuisse alcuna colpa.
L'esplosione era avvenuta intorno alle 2:33, danneggiando in modo significativo l'integrità strutturale dell'aereo e costringendolo a un'ampia virata a destra. Durante la discesa subì una disintegrazione in volo e si schiantò alle 2:38.
Il CAB scrisse nella sua relazione finale:
Il Consiglio determina che la probabile causa di questo incidente è stata la detonazione della dinamite all'interno della cabina passeggeri .»
(Fascicolo del Consiglio dell'Aeronautica Civile n. 1-0002, pp. 1,12)
L'FBI assunse il controllo delle indagini penali il 20 gennaio 1960. Il caso rimane aperto e irrisolto.